# حارة وادي العقب الغربية (صنعاء)

تعديل مصدري - تعديل

حارة وادي العقب الغربية هي إحدى حارات حي معين بمديرية معين إحد مديريات العاصمة اليمنية صنعاء، بلغ تعداد سكانها 921 نسمة حسب تعداد اليمن لعام 2004.